# Skořicovník pravý
Skořicovník pravý (Cinnamomum verum), známý též jako skořicovník cejlonský (C. zeylanicum), je nízký strom nebo keř, jehož sušená kůra se používá v kuchyni jako koření.

## Popis
Skořicovník pravý se ve volné přírodě vyskytuje jako nízký, stálezelený strom, který dorůstá do výše 6 až 10 metrů (až 15 metrů). Jako kulturní rostlina se pěstuje na plantážích nejčastěji ve formě keřů. Keře dorůstají do výšky 2 až 3 metry.
Kůra skořicovníku je šedohnědé nebo žlutohnědé barvy. Její povrch je hladký. Listy jsou jednoduché, krátce řapíkaté, vejčitě podlouhlého tvaru a kožovitého vzhledu. Jejich barva je světle zelená a po rozemnutí jsou aromatické. Na povrchu jsou lesklé, slabě voní po karafiátech. Rostou vstřícně, střídavě nebo vyrůstají ve větším množství na konci větví. Květy jsou drobné, nenápadné a mají žlutavou barvu. Ve vrcholičnatých svazečcích vytvářejí řídká latnatá květenství. Vydávají příjemnou vůni. Okvětí je složeno ze šesti květních plátků a má krátkou květní trubku. Tyčinky jsou uspořádány do čtyř kruhů po třech. Plodem je bobule, v době zralosti modročerné barvy, která je uložena v dužnaté číšce. Plody se sbírají nezralé, těsně po odkvětu.

## Oblast výskytu
Původně se skořicovník cejlonský vyskytoval v horách Srí Lanky (Ceylonu). Odtud se dostal do Indie, kde stejně jako na Srí Lance dosud planě roste, a sice v hornatém a vlhkém prostředí tropického deštného lesa na Malabárském pobřeží. Na Srí Lance leží skořicovníkové zahrady v nížině u pobřeží, jižně od hlavního města Kolomba. Kromě Srí Lanky se pěstuje též v mnoha dalších tropických oblastech, v četných kultivarech, ale nikde nedosahuje takové kvality jako ve své původní vlasti. Do konce 18. století vznikly plantáže skořicovníku též v Indii, na Jávě a na Seychelách. 

## Využití
Jako koření se využívá kůra mladých větví, která se suší na slunci. Pruty se řežou v období dešťů a loupají se. Seřezávají se jako papír tenké pruhy kůry a ručně se stáčejí do svitků, dlouhých až 1 m. Svitky se následně suší ve stínu. První sklizeň může být 2 až 3 roky po výsadbě. Nejjakostnější kůra je z asi osmiletých keřů. Skořicová kůra se používá celá nebo mletá v domácnostech, cukrářství, ke kořenění pečiva, v konzervárenství a na výrobu likérů. Dalším produktem skořicovníku je silice, která se získává z kořenů, kůry a též z listů této rostliny.